# Antartande

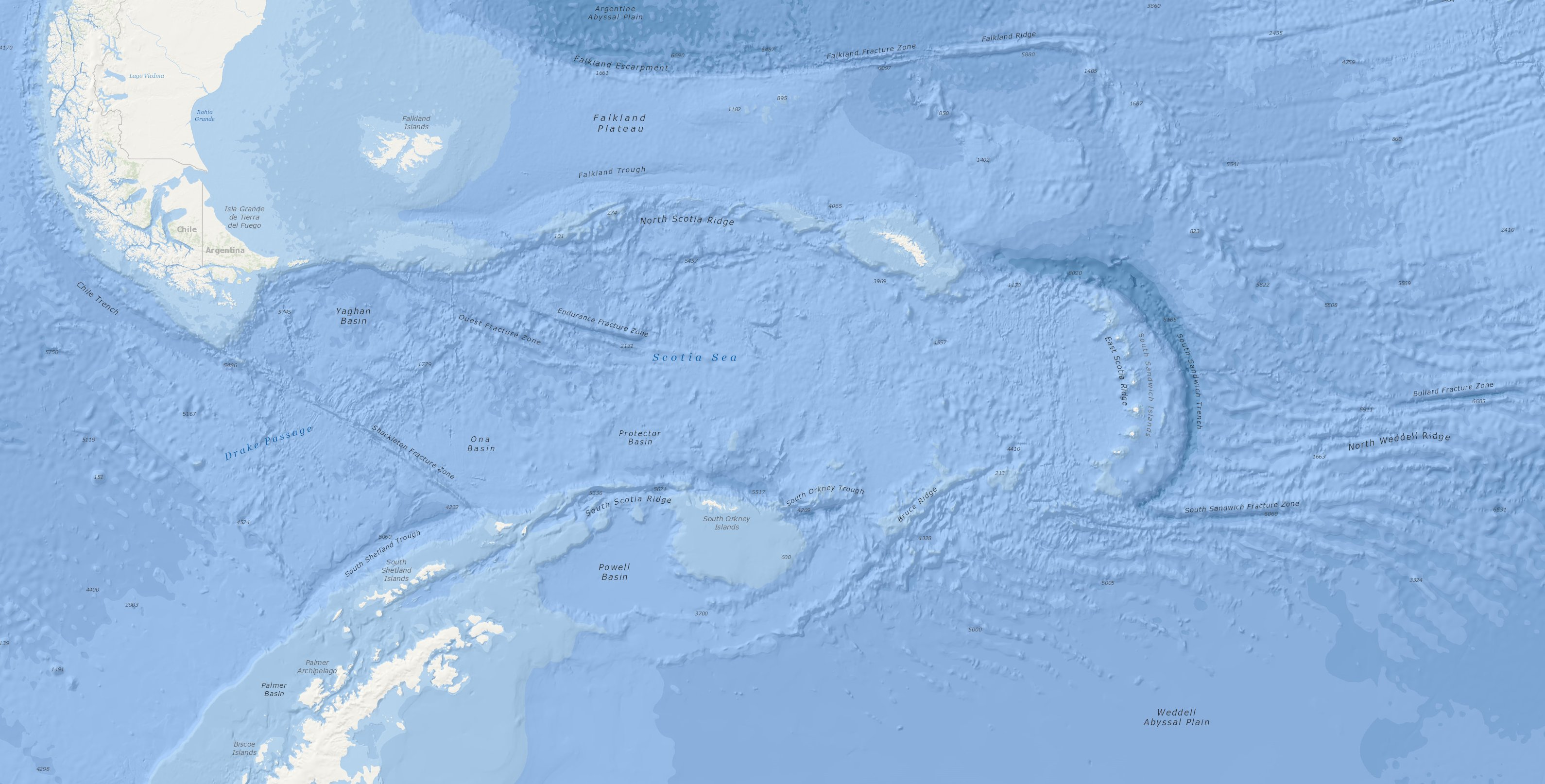
Batimetria dell'Arco di Scotia, che si ritiene essere un insieme di segmenti sottomarini della cordigliera delle Ande.

Le Antartande, conosciute anche come cordigliera della Penisola Antartica, sono una catena montuosa situata sull'asse della penisola Antartica, da molti ritenuta essere la continuazione della cordigliera della Ande nel continente antartico. Stando a questa teoria, la cordigliera della Ande, che inizia al confine tra Colombia e Venezuela, si inabissa nell'Oceano Atlantico a est della Terra del Fuoco formando l'Arco di Scotia, una catena montuosa sottomarina che affiora in alcuni punti dando origine così ad un arco insulare (tra queste isole vi sono l'arcipelago della Georgia del Sud, nella parte settentrionale, le isole Sandwich Australi, nella parte orientale, e le isole Orcadi Meridionali, nella parte meridionale) per poi riemergere e continuare nella penisola Antartica per circa 1200 km.
La montagna più alta delle Antartande è, con i suoi 3239 m, il Monte Hope, situato nel segmento chiamato Montagne dell'Eternità. A sudovest delle Antartande sono situate le Montagne di Ellsworth, una catena di basse montagne ricoperte da ghiacciai, e la grande catena dei Monti Transantartici, le cui vette sono per lo più coperte dai ghiacci e, emergendone, danno luogo a dei nunatak. Proseguendo verso sudovest oltre quest'ultima catena, si arriva all'Altopiano Antartico che si estende poi fino al Polo Sud.
Le Antartande sono rivendicate dall'Argentina (Antartide Argentina), dal Cile (Territorio Cileno Britannico) e dal Regno Unito (Territorio Antartico Britannico), ma ognuna di queste rivendicazioni è comunque sospesa dall'articolo 4 del Trattato Antartico.